# إيرل إتش. سميث
إيرل إتش. سميث هو سياسي أمريكي، ولد في 8 يونيو 1909 في West Caln Township, Pennsylvania ‏ في الولايات المتحدة، وتوفي في 15 يونيو 1987 في Caln Township, Pennsylvania ‏ في الولايات المتحدة. نشط حزبياً في الحزب الجمهوري. وقد انتخب عضو مجلس نواب بنسيلفانيا ‏.